# Kells (groupe)
Pour les articles homonymes, voir Kells.
Kells est un groupe de nu metal et metal symphonique français, originaire de Lyon, en Rhône-Alpes.

## Biographie
Le groupe est formé en 2001 par le guitariste Patrick Garcia, le claviériste Fabrice Desire et la chanteuse Virginie Goncalves. Son nom fait référence au Livre de Kells, un manuscrit celtique réalisé en Irlande vers l'an 800. En 2004, Kells accueille Jérémie Vinet à la basse et à la flûte traversière, ainsi que Guillaume Dagnaud à la batterie. Au printemps 2004, AVFP Production décide de produire leur premier album. Gaïa sort fin 2005, il est réalisé par Stéphane Piot, connu pour son travail avec Blankass et Daran et les chaises. Un chœur de douze choristes lyriques participe à l'enregistrement.
Durant deux ans, le quintette sillonne la France, la Belgique et le Luxembourg pour présenter son premier album. Ils partagent la scène notamment avec After Forever. Virginie Goncalves (chant) et Patrick Garcia (guitare) sont rejoints par le bassiste Laurent Lesina, qui remplace Jeremie Vinet en 2006, ainsi que par le batteur Jean Padovan, qui succède à Guillaume Dagnaud l'année suivante. Le claviériste et guitariste Fabrice Desire quitte également le groupe en 2007. Kells repart sur la route avec cette nouvelle formation, se produit notamment au Metal Female Voices Fest en octobre 2008, et est choisi pour assurer la première partie de la tournée française du groupe néerlandais Epica.
En février 2009, le label indépendant Season of Mist édite l'album Lueurs. Candice du groupe metal Eths est invitée sur le morceau La Sphère, qui fait l'objet d'un clip vidéo. En 2009 toujours, le groupe est à l'affiche de plusieurs festivals, dont le Durbuy Rock Festival le Festival D-viation d'Albertville ainsi que le Raismesfest. En avril 2015, le groupe se sépare.

## Style musical
La presse musicale rapproche le son de Kells, qui allie métal, pop, électro et musique classique, de celui d'Evanescence ou encore Within Temptation. Le groupe se reconnait sous l'étiquette de « neo-metal symphonique ». Leurs textes sont écrits par Virginie Goncalves et chantés en français.

## Vidéographie
- La Sphère (feat. Candice Clot of Eths)
- Avant que tu
- Se Taire